# Degrassi (10.ª temporada)
A décima temporada de Degrassi estreou no Canadá em 19 de julho de 2010, concluída em 22 de abril de 2011, e consiste em 44 episódios. Degrassi é uma série de televisão dramática adolescente canadense. Anteriormente conhecido como Degrassi: The Next Generation, o sufixo "the Next Generation" foi descartado nesta temporada, devido à próxima geração de alunos terem sido escritos. Com o início da décima temporada, a série sobreviveu por mais tempo do que a diferença de nove anos entre a telemovie School's Out, de Degrassi High, e o primeiro episódio de Degrassi, "Mother and Child Reunion".
Embora apenas dois anos de escola tenham passado no cronograma da história desde a sexta temporada, a décima temporada é definida no primeiro semestre, e na primeira metade do segundo semestre, em que os anos foram ao ar. Os escritores puderam usar uma linha do tempo semi-flutuante, de modo que os problemas descritos são modernos para os espectadores. Esta temporada retrata a vida de um grupo de alunos do ensino médio, juniores, seniores e graduados que lidam com alguns dos desafios e problemas que os adolescentes enfrentam, como violência doméstica, famílias disfuncionais, auto-imagem, intimidação, assédio sexual, identidade de gênero/transexualismo, gravidez na adolescência, predadores on-line, homofobia, violência escolar, divórcio, religião, insuficiência renal, autoflagelação, alcoolismo, identidade sexual, dificuldades financeiras, fuga e relacionamentos.
Esta temporada duplicou a ordem dos episódios e mudou para um formato de telenovela/novela, com o programa a mostrar novos episódios quatro dias por semana, durante os primeiros 24 episódios. A produção para a temporada começou no dia 26 de março de 2010 nos estúdios da Epitome Pictures em Toronto, Ontário. Esta foi a primeira temporada a não ir ao ar na televisão. É também a primeira temporada a ter exibições simultâneas no Canadá e nos Estados Unidos. Este foi o primeiro começo de uma temporada. Nos Estados Unidos, os primeiros 24 episódios da décima temporada foram promovidos como Degrassi: The Boiling Point, enquanto os doze episódios finais da temporada foram promovidos como Degrassi: In Too Deep. A quinta trilha sonora dedicada a Degrassi, Degrassi: The Boiling Point, foi lançada em 1 de fevereiro de 2011.

## Elenco e personagens
A décima temporada apresenta vinte e quatro atores que recebem o faturamento de estrelas, com dezesseis deles retornando da temporada anterior. Os membros do elenco que estão retornando incluem:
- Raymond Ablack como Sav Bhandari (33 episódios)
- Charlotte Arnold como Holly J. Sinclair (33 episódios)
- Stefan Brogren como Archie "Snake" Simpson (20 episódios)
- Annie Clark como Fiona Coyne (26 episódios)
- Sam Earle como K.C. Guthrie (25 episódios)
- Jahmil French como Dave Turner (29 episódios)
- Judy Jiao como Leia Chang (2 episódios)
- Jamie Johnston como Peter Stone (4 episódios)
- Argiris Karras as Riley Stavros (13 episódios)
- Landon Liboiron como Declan Coyne (9 episódios)
- Jajube Mandiela as Chantay Black (19 episódios)
- Samantha Munro como Anya MacPherson (27 episódios)
- Aislinn Paul como Clare Edwards (35 episódios)
- A.J. Saudin como Connor Deslauriers (20 episódios)
- Melinda Shankar como Alli Bhandari (31 episódios)
- Jessica Tyler como Jenna Middleton (24 episódios)

A partir desta temporada, Stefan Brogren é o único membro do elenco original que ainda aparece na série.
Juntando o elenco principal nesta temporada são:
- Luke Bilyk como Drew Torres (26 episódios)
- Munro Chambers como Eli Goldsworthy (27 episódios)
- Alicia Josipovic como Bianca DeSousa (19 episódios)
- Cory Lee como Ms. Oh (25 episódios)
- Jordan Todosey como Adam Torres (25 episódios)
- Spencer Van Wyck como Wesley Betenkamp (28 episódios) (promovido após aparecer em um episódio da 9ª temporada)

No meio da temporada, os atores recorrentes Shannon Kook-Chun e Daniel Kelly, que interpretam Zane Park (13 episódios) e Owen Milligan (12 episódios) foram promovidos ao elenco principal, enquanto Jamie Johnston e Judy Jiao partiram.
Os nove atores da temporada nove que não voltaram nesta temporada foram:
- Dalmar Abuzeid como Danny Van Zandt
- Paula Brancati como Jane Vaughn
- Jordan Hudyma como Blue Chessex
- Shane Kippel como Spinner Mason
- Mike Lobel como Jay Hogart
- Miriam McDonald como Emma Nelson
- Scott Paterson como Johnny DiMarco
- Cassie Steele como Manny Santos
- e Natty Zavitz como Bruce the Moose

Todos deixaram a série, exceto Scott Paterson, que fez uma aparição na temporada e Shane Kippel, que fez uma aparição na temporada 14.

## Equipe técnica
A décima temporada foi produzida pela Epitome Pictures em associação com Much/CTV. O financiamento foi fornecido pelo Fundo Canadense de Mídia, pelo RBC Royal Bank, pelo The Shaw Rocket Fund, pelo The Independent Production Fund: Programa Mountain Cable, pelo Canadian Film, pelo Crédito Fiscal de Produção de Vídeo e pelo Crédito Fiscal de Cinema e Televisão de Ontário.
Linda Schuyler, co-criadora da franquia Degrassi e CEO da Epitome Pictures, atuou como produtora executiva com o marido, e com o presidente da Epitome Pictures, Stephen Stohn. Brendon Yorke também é creditado como produtor executivo, e Sarah Glinski é creditada como produtora co-executiva. David Lowe e Stefan Brogren são os produtores, e Stephanie Williams, a produtora supervisora. A diretora de elenco é Stephanie Gorin e os editores são Jason B. Irvine, Gordon Thorne e Paul Whitehead.
Os editores executivos da história são Duana Taha e Matt Huether, os editores da história são Michael Grassi e Cole Bastedo, e Lauren Gosnell é a coordenadora da história. Os roteiristas da temporada são Cole Bastedo, Sarah Glinski, Michael Grassi, Matt Huether, James Hurst, Vera Santamaria, Shelly Scarrow, Duana Taha e Brendon Yorke. O diretor de fotografia é Alwyn J. Kumst, e os diretores são Mario Azzopardi, Stefan Brogren, Phil Earnshaw, Sturla Gunnarsson, Eleanore Lindo, Samir Rehem, Stefan Scaini e Pat Williams.

## Episódios
| № na série | № na temporada | Título                                              | Exibição original                                | Cód. de produção |
| ---------- | -------------- | --------------------------------------------------- | ------------------------------------------------ | ---------------- |
| 189        | 1              | "What a Girl Wants" Part One                        | 19 de julho de 2010 20 de julho de 2010          | 1001             |
| 190        | 2              | "What a Girl Wants" Part Two                        | 20 de julho de 2010 21 de julho de 2010          | 1002             |
| 191        | 3              | "Breakaway" Part One                                | 21 de julho de 2010 22 de julho de 2010          | 1003             |
| 192        | 4              | "Breakaway" Part Two                                | 22 de julho de 2010 23 de julho de 2010          | 1004             |
| 193        | 5              | "99 Problems" Part One                              | 26 de julho de 2010 26 de julho de 2010          | 1005             |
| 194        | 6              | "99 Problems" Part Two                              | 27 de julho de 2010 27 de julho de 2010          | 1006             |
| 195        | 7              | "Better Off Alone" Part One                         | 28 de julho de 2010 28 de julho de 2010          | 1007             |
| 196        | 8              | "Better Off Alone" Part Two                         | 29 de julho de 2010 29 de julho se 2010          | 1008             |
| 197        | 9              | "I Just Don't Know What to Do with Myself" Part One | 2 de agosto de 2010 2 de agosto de 2010          | 1009             |
| 198        | 10             | "I Just Don't Know What to Do with Myself" Part Two | 3 de agosto de 2010 3 de agosto de 2010          | 1010             |
| 199        | 11             | "Try Honesty" Part One                              | 4 de agosto de 2010 4 de agosto de 2010          | 1011             |
| 200        | 12             | "Try Honesty" Part Two                              | 5 de agosto de 2010 5 de agosto de 2010          | 1012             |
| 201        | 13             | "You Don't Know My Name" Part One                   | 9 de agosto de 2010 9 de agosto de 2010          | 1013             |
| 202        | 14             | "You Don't Know My Name" Part Two                   | 10 de agosto de 2010 10 de agosto de 2010        | 1014             |
| 203        | 15             | "My Body Is a Cage" Part One                        | 11 de agosto de 2010 11 de agosto de 2010        | 1015             |
| 204        | 16             | "My Body Is a Cage" Part Two                        | 12 de agosto de 2010 12 de agosto de 2010        | 1016             |
| 205        | 17             | "Tears Dry on Their Own" Part One                   | 16 de agosto de 2010 16 de agosto de 2010        | 1017             |
| 206        | 18             | "Tears Dry on Their Own" Part Two                   | 17 de agosto de 2010 17 de agosto de 2010        | 1018             |
| 207        | 19             | "Still Fighting It" Part One                        | 18 de agosto de 2010 18 de agosto de 2010        | 1019             |
| 208        | 20             | "Still Fighting It" Part Two                        | 19 de agosto de 2010 19 de agosto de 2010        | 1020             |
| 209        | 21             | "Purple Pills" Part One                             | 23 de agosto de 2010 23 de agosto de 2010        | 1021             |
| 210        | 22             | "Purple Pills" Part Two                             | 24 de agosto de 2010 24 de agosto de 2010        | 1022             |
| 211        | 23             | "All Falls Down" Part One                           | 25 de agosto de 2010 August 25 de agosto de 2010 | 1023             |
| 212        | 24             | "All Falls Down" Part Two                           | 26 de agosto de 2010 26 de agosto de 2010        | 1024             |
| 213        | 25             | "Don't Let Me Get Me" Part One                      | 8 de outubro de 2010 8 de outubro de 2010        | 1025             |
| 214        | 26             | "Don't Let Me Get Me" Part Two                      | 8 de outubro de 2010 8 de outubro de 2010        | 1026             |
| 215        | 27             | "Love Lockdown" Part One                            | 15 de outubro de 2010 15 de outubro de 2010      | 1027             |
| 216        | 28             | "Love Lockdown" Part Two                            | 22 de outubro de 2010 22 de outubro de 2010      | 1028             |
| 217        | 29             | "Umbrella" Part One                                 | 29 de outubro de 2010 29 de outubro de 2010      | 1029             |
| 218        | 30             | "Umbrella" Part Two                                 | 5 de novembro de 2010 5 de novembro de 2010      | 1030             |
| 219        | 31             | "Halo" Part One                                     | 12 de novembro de 2010 12 de novembro de 2010    | 1031             |
| 220        | 32             | "Halo" Part Two                                     | 19 de novembro de 2010 19 de novembro de 2010    | 1032             |
| 221        | 33             | "When Love Takes Over" Part One                     | 11 de fevereiro de 2011 11 de fevereiro de 2011  | 1033             |
| 222        | 34             | "When Love Takes Over" Part Two                     | 11 de fevereiro de 2011 11 de fevereiro de 2011  | 1034             |
| 223        | 35             | "The Way We Get By" Part One                        | 18 de fevereiro de 2011 18 de fevereiro de 2011  | 1035             |
| 224        | 36             | "The Way We Get By" Part Two                        | 25 de fevereiro de 2011 25 de fevereiro de 2011  | 1036             |
| 225        | 37             | "Jesus, Etc." Part One                              | 4 de março de 2011 4 de março de 2011            | 1037             |
| 226        | 38             | "Jesus, Etc." Part Two                              | 11 de março de 2011 11 de março de 2011          | 1038             |
| 227        | 39             | "Hide and Seek" Part One                            | 18 de março de 2011 18 de março de 2011          | 1039             |
| 228        | 40             | "Hide and Seek" Part Two                            | 25 de março de 2011 25 de março de 2011          | 1040             |
| 229        | 41             | "Chasing Pavements" Part One                        | 1 de abril de 2011 1 de abril de 2011            | 1041             |
| 230        | 42             | "Chasing Pavements" Part Two                        | 8 de abril de 2011 8 de abril de 2011            | 1042             |
| 231        | 43             | "Drop the World" Part One                           | 15 de abril de 2011 15 de abril de 2011          | 1043             |
| 232        | 44             | "Drop the World" Part Two                           | 22 de abril de 2011 22 de abril de 2011          | 1044             |